# San Juan (Huasahuasi)
San Juan, San Juan de La Libertad o Centro Poblado San Juan de La Libertad es una localidad situada en el departamento de Junín, provincia de Tarma, distrito de Huasahuasi. Por ser un centro poblado posee un alcalde propio.Fue creado por acuerdo de consejo el 11 de octubre de 2002 y se encuentra a 3491 m s. n. m.

## Historia
La Libertad fue el primer centro poblado en fundarse en el distrito de Huasahuasi. Junto a Chiras son dos centros poblados que tiene Huasahuasi con una población mayor a 500.[cita requerida]

## Autoridades
| Autoridades municipales | Autoridades municipales |
| Periodo                 | Alcalde                 |
| ----------------------- | ----------------------- |
| 2023-2026               | Juan Rojas              |